# Abel Lafouge
Abel Lafouge (né le 10 avril 1895 à Fresse et mort le 20 mars 1950) est un footballeur français évoluant au poste d'ailier droit.

## Carrière
Employé de la banque de France, Abel Lafouge évolue au Championnet Sports, un patronage du quartier isolé et pauvre des Grandes Carrières, lorsqu'il connaît sa première et unique sélection en équipe de France de football à 17 ans et 9 mois. Il affronte le 12 janvier 1913 lors d'un match amical l'équipe d'Italie de football. Les Français s'imposent sur le score d'un but à zéro mais Lafouge a eu du mal à exister. «Je ne m’appesantirai pas sur le jeu des ailiers (Abel Lafouge et Ferdinand Rochet), il ne faut pas les accabler. Ils ont désemparé notre attaque, ce qui explique le faible score», résume Robert Desmarets dans L’Auto.
Caporal du 90e régiment d'infanterie lors de la Première Guerre mondiale, il est prisonnier de guerre à Gießen de mai 1916 à janvier 1919.
A son retour, cet employé de banque a rechaussé les crampons au Championnet Sports, neuf jours à peine après sa libération, et poursuivi sa carrière au SO de l’Est avec son frère Gaston Lafouge. Par fidélité, il reviendra dans son club du nord de Paris en devenant entraîneur de la section athlétisme.